# 전갈자리
전갈자리(라틴어: Scorpius 스코르피우스[*])는 황도를 지나는 남쪽 하늘의 별자리로, 황도12궁 중 하나이다. 뱀주인자리 남쪽, 천칭자리와 궁수자리 사이에 놓여 있으며, 은하수 중심 부근이 된다.
동아시아의 별자리로는 청룡의 방수, 심수, 미수, 그 부속 별자리들에 해당된다.

## 별과 천체
전갈자리는 여러 밝은 별들을 포함하고 있으며, 별칭이 붙여져 있다.
- 전갈자리 α (α Sco, Antares: 안타레스): 1등성의 별이다.
- 전갈자리 α, 전갈자리 β1 (Graffias), 전갈자리 δ (Dschubba), 전갈자리 θ (Sargas), 전갈자리 λ (Shaula), 전갈자리 ν (Jabbah), 전갈자리 ξ (Grafias), 전갈자리 σ (Alniyat), 전갈자리 τ (Paikauhale), 전갈자리 υ (Lesath) 등의 별이 전갈의 형태를 구성한다.

- 전갈자리 λ와 전갈자리 υ의 두 별은 매우 가까워 보이며, '고양이의 눈'으로도 불린다.

- 전갈자리 γ별은 현재 천칭자리에 속하며, 천칭자리 σ별로 불린다.

### 어두운 천체들

여러 관측 조건에서의 전갈자리

은하수가 지나고 있어서 많은 성단·성운을 포함한다.
- 전갈자리 ζ: 청백색, 오렌지색 별로 이루어진 안시 이중성이다.
- M6 (나비 성단): 산개성단이다.
- M4: 구상성단이다.
- M80: 구상성단이다.
- NGC 6231: 산개성단으로, 전갈자리 남쪽 끝부분 ζ²별 부근에 위치한다.

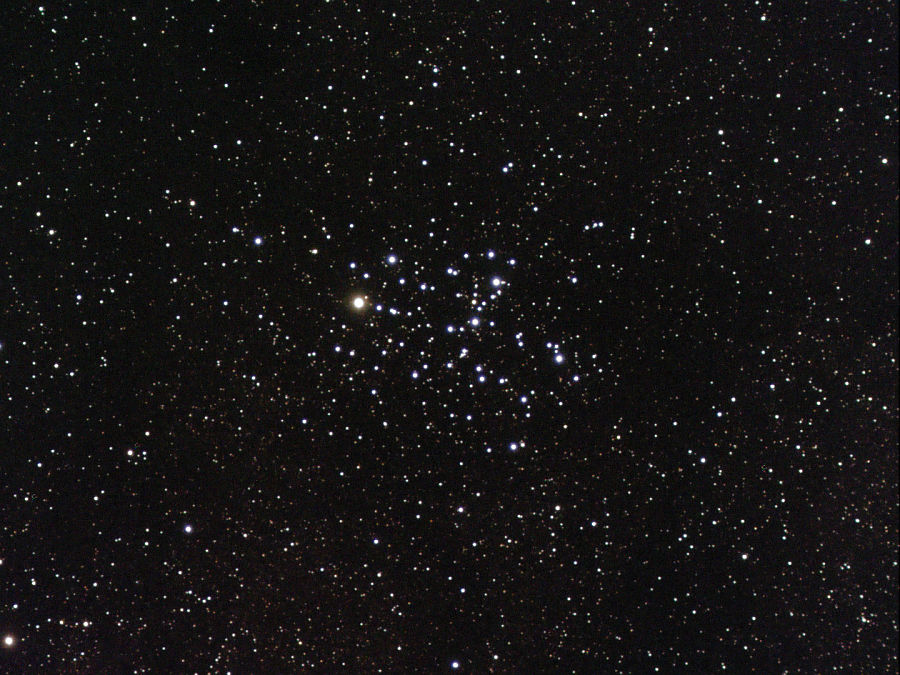
M6 산개성단

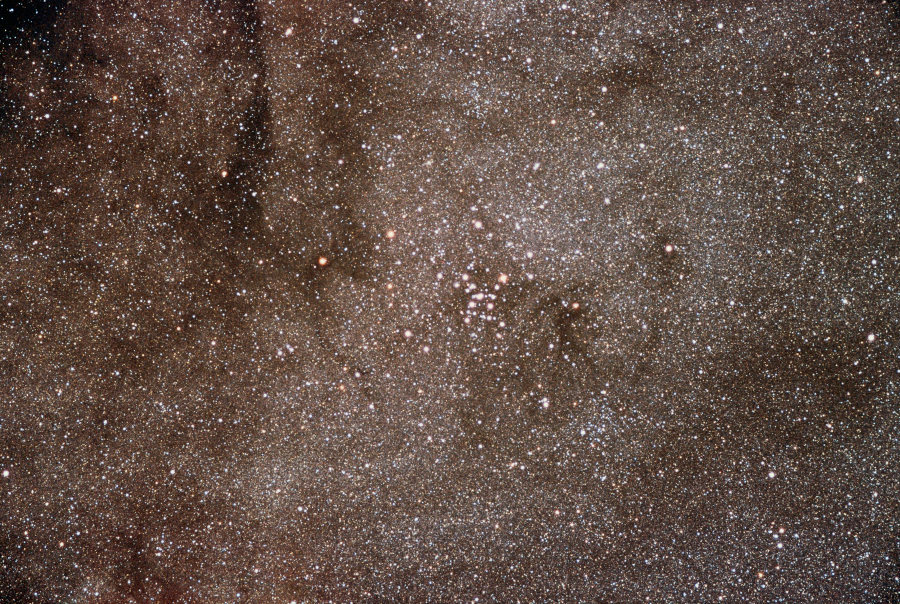
M7 산개성단
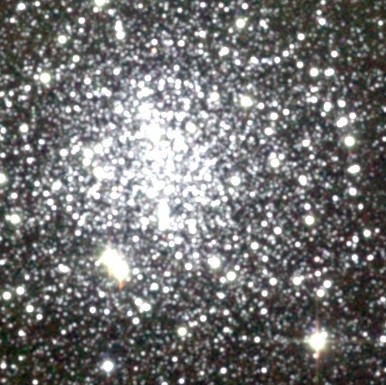
M4 구상성단
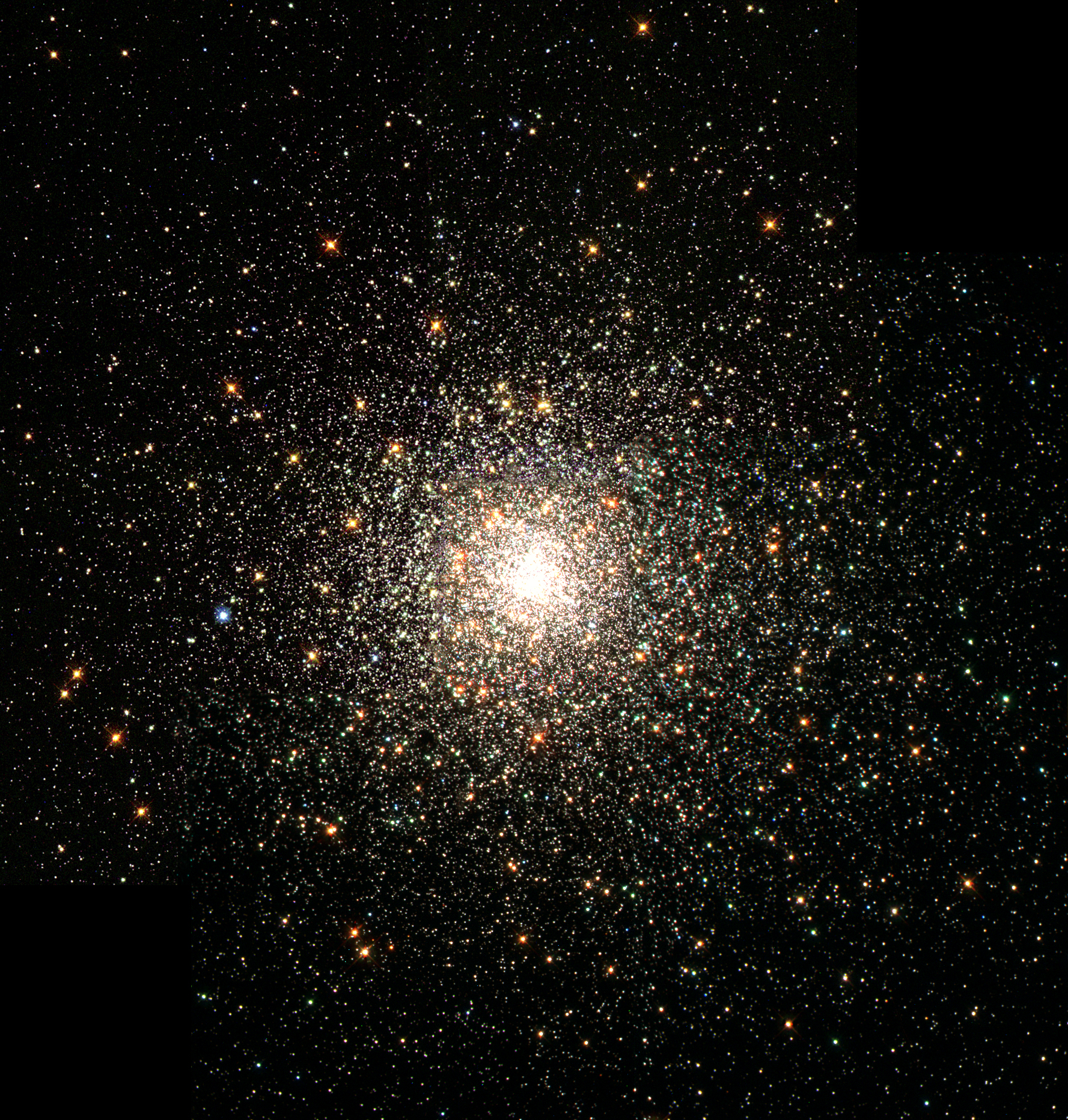
M80 구상성단

## 신화와 역사
전갈자리는 꼬리를 특징으로 하는 전갈의 형태를 닮았다.

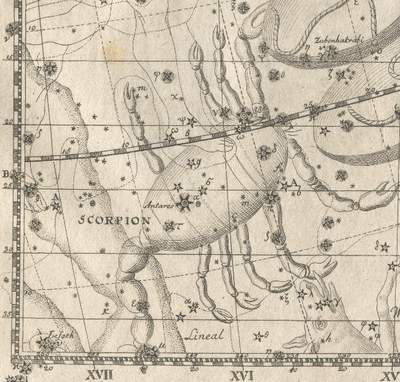
보데 성도(1782년)의 전갈자리

- 그리스 신화에 의하면, 사냥꾼 오리온을 죽이기 위해 헤라 여신이 보낸 전갈에 해당된다. 전갈자리와 오리온자리는 거의 반대편 위치에 있는데, 이는 이들의 앙숙 관계가 하늘에서도 계속되는 것을 방지하기 위해서라는 주장이 있다. 또는, 오리온이 전갈로부터 달아나는 것이라고도 한다. 전갈을 보낸 것은 가이아나 아폴론이라고도 한다.
- 헬리오스의 아들인 파에톤(Phaethon)의 이야기에도 전갈이 등장한다. 파에톤은 하룻동안 태양의 전차를 조종하게 되었는데, 말이 독침을 세운 전갈을 보고 놀라 조종을 할 수 없게 되었다. (태양이 하늘의 길을 벗어나 에리다누스자리가 생겨났다고도 한다.) 결국, 제우스가 번개로 이를 멈추게 되었다.
- 마오리족의 신화에서는, 이 별자리는 마우이의 마법 턱뼈, 타마-레레티의 나룻배, 랑기누이를 잡아두기 위한 말뚝이라고도 한다. 랑기누이는 상반신을 시리우스, 플레이아데스, 오리온의 세 말뚝이, 하반신을 전갈자리 하나로 고정시키고 있으며, 그 무게로 전갈자리가 휘어졌다고 한다.

### 점성술
서양의 점성술에서는 10월 23일 ~ 11월 22일, 인도에서는 11월 16일 ~ 12월 16일에 해당된다. 연애와 어울리는 자리는 전갈자리라고 한다. 

## 같이 보기
- 목화 사탕 성운